# Oksana Zbrozjek
Oksana Zbrozjek, född den 12 januari 1978 är en rysk friidrottare som tävlar i medeldistanslöpning.
Zbrozjek deltog vid inomhus-EM 2007 och blev guldmedaljör på 800 meter på tiden 1.59,23. Hon deltog även vid nästa inomhus-EM 2009 i Turin och blev då silvermedaljör på tiden 1.59,20.

## Personligt rekord
- 800 meter - 1.58,06